# 和智正喜
和智 正喜（わち まさき、1964年1月31日 - ）は、日本の小説家（ライトノベル作家）・脚本家・漫画原作者。東京都出身。成蹊中学校・高等学校、明治大学文学部文学科演劇学専攻卒業。
1986年よりゲーム制作、マンガ原作等の仕事を始める。ゲームシナリオも多数手がける。アニメの脚本も手がける。「爆裂天使」。米国向けテレビシリーズ「GI Joe SIGMA6」（日本未放送）など。

## 著作

### 単行本
- 仮面ライダー1971-1973（2009年2月、エンターブレイン、原作：石ノ森章太郎）
- GALAXY EXPRESS999 ULTIMATE JOURNEY（上巻：2012年12月/下巻：2013年8月、グライドメディア、原作：松本零士）
- エネミーズ/19961（2015年5月、MFブックス、イラスト：緒方剛志）

### ノベルス
- 仮面ライダー
―（マガジン・ノベルス・スペシャル、講談社、原作：石ノ森章太郎、イラスト：大畑晃一）
  1. 誕生1971（2002年6月）
  2. 希望1972（2003年5月）
- 海よりも遠く （2007年12月、講談社〈青い鳥文庫〉、原案：白石康次郎、イラスト：八多友哉）
- 月影町ふしぎ博物館（講談社〈青い鳥文庫〉、イラスト：さかもとまき）
  1. ぼくとノアと謎のトランク（2010年7月）
  2. －謎のマジカルキャンプ－（2011年1月）

### 文庫本
- センチメンタル・ハイ（1989年12月、エニックス文庫、イラスト：今井修司）
- 空飛ぶ!竜峰学園 vol.1 - 4(小学館・スーパークエスト文庫、イラスト：玉木美孝）
- 銀の腕輪のユーリ vol.1 - 2（小学館・スーパークエスト文庫、イラスト：今井修司）
- カラーズ vol.1 - 3（小学館・スーパークエスト文庫、イラスト：小野敏洋）
- 七夜物語 DT異聞（2003年2月、メディアファクトリー・MF文庫J、イラスト：甚六）
- ザ・ソウルテイカー〜魂狩〜（メディアファクトリー・MF文庫J）
  1. 少女地獄変（2003年12月、イラスト：渡辺明夫 鉄羅紀明 堀元宣）
  2. 瓶詰の悪魔編（2004年1月、イラスト：渡辺明夫 伊東克修 五臓六腑）
- PiPit!! 〜ぴぴっと!!〜 vol.1 - 2（2007年6月 - 11月、メディアファクトリー・MF文庫J、イラスト：シバユウスケ）
- アーマード・コア フォート・タワー・ソング（2007年9月、富士見書房・富士見ファンタジア文庫、イラスト：えびね）
- エキデン・ガールズ（2008年8月、学習研究社・メガミ文庫、イラスト：いけだじゅん）
- 真っ黒焦げの凶暴なウサギ（2008年12月、学習研究社・メガミ文庫、イラスト：アスタリスク）
- 消えちゃえばいいのに（2012年2月、富士見書房・富士見ファンタジア文庫、イラスト：東条さかな）
- ドレスの武器商人と戦華の国（2013年7月、富士見書房・富士見ファンタジア文庫、イラスト：坂本みねぢ）
- ガッチャマン（2013年8月、角川書店・角川文庫、脚本：渡辺雄介）
- 東京怪異案内処　この街の憑り道、お連れします。（2015年4月、富士見書房・富士見L文庫、イラスト：六七質）
- 神望町つくも神小学校 新米先生はじめました（2016年7月、富士見書房、富士見L文庫、イラスト：motai）
- オルタンシア・サーガ -蒼の騎士団-（2017年3月、KADOKAWA、ドラゴンブック、イラスト：鮠水ちか）
- 薔薇十字叢書 蜃の楼（2017年5月、富士見書房、富士見L文庫、イラスト：toi8）

### 新書
- ウルトラマンの愛した日本（2013年11月、宝島社・宝島社新書）

「ウルトラマンタロウが著した本の翻訳を担当した」という設定で書かれているため、「翻訳」という名義になっている。

### 短編小説
- Eメール・パニック! （学習研究社『5年の学習』）

### 脚本
- 爆裂天使
- GIジョー シグマ6（シリーズ構成）
- アーマード・コア フォート・タワー・ソング
- ミレニアムベイビー（上海万博出展中編アニメ）
- キングダム
- 大怪獣ラッシュ ウルトラフロンティア（第二期）（シリーズ構成）
- 俺、ツインテールになります。[1]
- 牙狼 -紅蓮ノ月-

### 漫画原作
- シャイニング・フォース ネオ（作画：渋染かずき、講談社『月刊マガジンZ』）
- 雷星伝ジュピターO.A.（作画：なかざき冬、講談社『マガジンGREAT』→『マガジンイーノ』）
- モントリヒト -月の翼-（作画：橘由宇、ジャイブ『月刊コミックラッシュ』）

### ゲームシナリオ
- シャイニング・フォース 神々の遺産（セガ）
- ファンタシースター テキストアドベンチャー（セガ） - ヒューイ・シナリオ
- ポポロクロイス物語（ソニー・コンピュータエンタテインメント）
- クライマックス・ランダーズ（セガ）
- ミッシングブルー（トンキンハウス）
- シャイニング・フォース 黒き竜の復活（セガ）
- シャイニング・フォース ネオ（セガ） - ストーリー監修
- カナンの蒼い石（原作・シナリオ）（エンターブレイン）
- 6月の天使（アダルトゲーム）（LaLa） - ストーリー原案

## その他の仕事
- SF考証 ガッチャマン（日活）（日本テレビ）

## 関連人物
- なかざき冬
- 今井修司
- 小野敏洋
- 石ノ森章太郎